# Karl Ewald Böhm
Karl Ewald Böhm (* 5. März 1913 in Nürnberg; † 16. Mai 1977 in Berlin) war ein deutscher Schriftsteller und Leiter der Hauptverwaltung Verlagswesen beim Ministerium für Kultur, der Zensurbehörde der DDR.

## Leben
Böhm war seit 1930 im Kommunistischen Jugendverband Deutschlands aktiv. 1932 bis 1933 studierte er Wirtschafts- und Zeitungswissenschaft an der Handelshochschule Nürnberg. Ab 1933 arbeitete er illegal für die KPD, wurde verhaftet und 1934 vom Oberlandesgericht Nürnberg wegen „Vorbereitung zum Hochverrat“ zu zwei Jahren Gefängnis verurteilt. Bis 1935 war er in Nürnberg in Haft, danach bis 1939 im KZ Dachau. Bis 1942 arbeitete er als kaufmännischer Angestellter bei Photo Porst (er war ein Vetter von Hannsheinz Porst) und war dann bis 1945 Soldat der Wehrmacht.
1946 übersiedelte er in die Sowjetische Besatzungszone, trat der SED bei und war Mitbegründer und Leiter des Thüringer Volksverlags in Sonneberg. Nach dem Besuch der Parteihochschule war er Redakteur bzw. stellvertretender Chefredakteur der Zeitschrift „Neuer Weg“ und stellvertretender Leiter der zugehörigen Abteilung beim ZK der SED. Bis zu seiner Absetzung 1958 war er Leiter der Hauptverwaltung Verlagswesen beim Ministerium für Kultur, danach lebte er als freischaffender Schriftsteller. Ab 1962 war er Vorsitzender des Bezirksverbandes Frankfurt (Oder) des Deutschen Schriftstellerverbandes. Böhm war Mitautor des Jugendweihebuches Weltall Erde Mensch.
Böhm wurde 1960 mit dem Nationalpreis der DDR III. Klasse für Wissenschaft und Technik und 1973 mit dem Vaterländischen Verdienstorden in Gold ausgezeichnet.

## Publikationen
- (mit Georg Klaus) Atomkraft – Atomkrieg. Verlag Kultur und Fortschritt, Berlin 1949, (unter dem Pseudonym Peter Porst).
- (mit Rolf Dörge): Gigant Atom. Verlag Neues Leben, Berlin 1956.
- (mit Rolf Dörge): Auf dem Weg zu fernen Welten. Ein Buch von der Weltraumfahrt. Verlag Neues Leben, Berlin 1958.
- (mit Rolf Dörge): Unsere Welt von morgen. Der Mensch und seine Welt. Verlag Neues Leben, Berlin 1959.
- Schauplatz Zukunft. Der Kinderbuchverlag, Berlin 1974.